# Candyman: Farewell to the Flesh
Candyman: Farewell to the Flesh (conocida en español como Candyman: Adiós a la carne) es la secuela de 1995 de la película de terror Candyman, una adaptación de la historia corta Lo prohibido de Clive Barker. Está protagonizada por Tony Todd como Candyman, Kelly Rowan, William O'Leary, Bill Nunn, Matt Clark y Veronica Cartwright.

## Argumento
Coleman Tarrant, quien era el padre de la maestra de escuela de Nueva Orleans, Annie Tarrant (Kelly Rowan), fue asesinado mientras investigaba la muerte de los tres hombres de una manera similar a la leyenda de Candyman. Un año más tarde y tres años después de los asesinatos de Candyman en Chicago, el profesor Philip Purcell (Michael Culkin) escribe un libro sobre el caso. Candyman mata a Purcell en un baño público después de la firma de un libro. El hermano de Annie llamado Ethan fue acusado del asesinato de Purcell debido a los enfrentamientos anteriores entre los dos sobre el tema. Después de que uno de los estudiantes de Annie afirma haber visto a Candyman, ella intenta desacreditar la leyenda invocando su nombre. Annie convoca al Candyman a Nueva Orleans en vísperas del Mardi Gras donde comenzaron las matanzas en serio. Su esposo llamado Paul McKeever (Timothy Carhart) se convierte en una de las víctimas de Candyman mientras uno de sus estudiantes llamado Matthew desaparece.
Se revela que Candyman es Daniel Robitaille, hijo de un esclavo en una plantación en Nueva Orleans. Daniel fue elegido por un rico terrateniente llamado Heyward Sullivan para pintar un retrato de su hija llamada Caroline, lo que resultó en una aventura entre los dos. Después de que Caroline quedó embarazada, el padre de Caroline organizó un linchamiento para perseguir a Daniel, cortarle la mano derecha y cubrirlo con miel de una colmena cercana. Un niño probó la miel y proclamó "¡Candyman!". La multitud coreó el nombre mientras Daniel era picado hasta morir. El padre de Caroline se burló del Daniel desfigurado con el espejo de Caroline, lo que condujo al espejo que contenía el alma de Candyman. Caroline escondió el espejo en el lugar de nacimiento de Daniel antes de dar a luz a su hija llamada Isabel, que era una criolla criada por su madre como blanca. El espejo le otorga a Candyman su capacidad de matar cuando lo llaman.
Se revela que Annie es la tataranieta de Daniel y Caroline. Candyman acecha a Annie para poder matarla a ella y a sí mismo a la medianoche del Miércoles de Ceniza. Después de hablar con Ethan, Annie visita a Honore Thibideaux, quien le dice que Caroline se mudó a Nueva Orleans después de la muerte de Daniel. Candyman aparece y lo mata con las abejas mientras Annie escapa. En la estación de policía, Candyman mata a un detective que estaba interrogando a Ethan, quien es asesinado a tiros cuando intenta escapar. Octavia, quien era la madre culpable de Annie, admitió que Coleman trató de vincular a su familia con Candyman, pero negó que existiera. Indignado por su incredulidad hacia él, Candyman se presenta antes de matarla. Annie huye. Se revela que Coleman, quien se volvió loco en su búsqueda del espejo, finalmente cedió y convocó al Candyman para justificar su búsqueda a costa de su vida.
Annie huye al lugar de nacimiento de Daniel, donde encuentra a Matthew. Ella cae por las escaleras hacia el sótano inundado donde encuentra el espejo y Candyman. Revela que el espejo es la fuente de su resurrección y trata de sacrificarla. Annie destruye el espejo, destruyendo a Candyman en el proceso. El alojamiento de los esclavos se estrella contra el río, pero Matthew salva a Annie sacándola.
Cinco años después, Annie tiene a la hija de Paul a quien llamó Caroline. Después de que Annie le da un beso de buenas noches a Caroline y sale de la habitación, Caroline comienza a corear el nombre de Candyman. Annie la detiene y le dice que se vaya a la cama.

## Reparto
- Tony Todd como The Candyman/Daniel Robitaille.
- Kelly Rowan como Annie Tarrant.
- Bill Nunn como Reverend Ellis.
- Veronica Cartwright como Octavia Tarrant.
- William O'Leary como Ethan Tarrant.
- Matt Clark como Honore Thibideaux.
- Randy Oglesby como Heyward Sullivan.
- Joshua Gibran Mayweather como Matthew Ellis.
- David Gianopoulos como Detective Ray Levesque.
- Timothy Carhart como Paul McKeever.
- Michael Bergeron como Coleman Tarrant.
- Fay Hauser como Pam Carver.
- Caroline Barclay como Caroline Sullivan.
- Clotiel Bordeltier como Liz.
- Michael Culkin como Phillip Purcell.
- George Lemore como Drew.
- Ralph Joseph como Mr. Jeffries
- Margaret Howell como Clara.

## Recepción
- 33% de las críticas en Rotten Tomatoes fueron positivas.[1]